# 모르더하이 밀그롬
모르더하이 "모티" 밀그롬은 이스라엘의 물리학자이며 이스라엘의 레호보트에 있는 바이츠만 연구소의 입자 물리학 및 천체 물리학과 교수이다.

## 전기
모르더하이 밀그롬은 1966년 예루살렘 히브리대학에서 이학사 학위를 받았다. 나중에 바이츠만 과학 연구소에서 수학했으며 1972년 박사학위를 받았다. 1983년 암흑 물질과 은하 회전 곡선 문제의 대안으로 수정 뉴턴 역학 ( Modified Newtonian dynamics, MOND)을 제안했다. 밀그롬은 뉴턴의 제2법칙이 아주 작은 가속도에서 수정되어야 한다고 제안하였다. 1980-1981년과 1985-1986년 동안에 프린스턴 대학 고등연구소에서 재직하였다. 1980년 이전에는 주로 고에너지 천체 물리학을 연구했으며 SS 433의 운동학적 모델로 유명해졌다.
수정 뉴턴 역학은 전적으로 모르더하이 (모티) 밀그롬의 발명품이다. 역학이나 중력에 대한 가속도 기반의 수정이라는 발상은 그의 전후에 다른 누군가에 의해서도 이루어질 수 있었겠지만, 1980년대 초에 천체 물리학에서 암흑물질의 대안으로서 이러한 수정의 가능성을 밀그롬 이외는 생각하고 있지 않았다고 보는 편이 안전하다. 천문학적인 계는 대규모라는 특징이 있을뿐만 아니라, 내부의 가속도가 작다는 특징이 있고, 이러한 점을 이용하면 은하계의 운동학 및 측광학에서 알려져 있는 계에 대하여 설명 할 수 있을 것으로 그가 깨달은 것은 통찰력의 찬란한 일격이었다. 하지만 이러한 발상은 전적으로 인정받지는 거의 못하였다.(Modified Newtonian dynamics is solely the invention of Mordehai (Moti) Milgrom. The idea of an acceleration-based modification of dynamics or gravity would have probably occurred to someone else sooner or later, but it is safe to say that in the early 1980s no one but Milgrom had considered such a possible modification as an alternative to astrophysical dark matter. It was a brilliant stroke of insight to realize that astronomical systems were not  only characterized by large scale but also by low internal accelerations and this could account for the known systematics in the kinematics and photometry of galactic systems. However, the idea was hardly greeted with overwhelming enthusiasm.)

 밀 그롬은 결혼하여 세 딸을 두고 있다.

## 같이 보기
- 우주선
- 감마선 버스트
- 감마선 및 X 선 소스.

## 추가 자료
- Milgrom, Mordehai (Aug 2002), "Does Dark Matter Really Exist?" (PDF), Scientific American, pp. 42–50, 52
- Schilling, Govert (April 2007), "Battlefield Galactica: Dark Matter vs. MOND" (PDF), Sky & Telescope, pp. 30–36
- Zhiping Li, Ran Li. (2014년 4월 30일). “The relativistic astrodynamics of spiral tracks, localized equivalence principle and the dark matter problem of our Milky Way galaxy”. 《Sciencepaper Online》. 2022년 11월 18일에 원본 문서에서 보존된 문서. 2022년 12월 6일에 확인함.